# Brikama
Brikama  este reședința diviziunii Western, Gambia. Este cunoscut pentru meșteșugul lucrului în lemn și pentru muzicienii săi.